# Восточный Жагабулак
Восточный Жагабулак — нефтяное месторождение в Казахстане. Расположено в Актюбинской области. Открыто в 1991 году. Относится к Восточно-Эмбинской нефтегазоносной области.
Начальные запасы нефти составляет 10 млн тонн. Плотность нефти составляет 0,840 г/см3.
Оператором месторождение является казахстанская нефтяная компания Арал Петролеум Капитал.